# News of the World (album)
News of the World je šesti studijski album britanskog rock sastava Queen. Album je izdan 28. listopada 1977. Na albumu se nalaze stadionski antemi We Will Rock You (Brian May) i We are the Champions (Freddie Mercury).
Ovo je drugi album kojeg je sastav sam producirao.

## Popis pjesama
1. "We Will Rock You" (May) – 2:01
2. "We Are the Champions" (Mercury) – 3:00
3. "Sheer Heart Attack" (Taylor) – 3:24
4. "All Dead, All Dead" (May) – 3:10
5. "Spread Your Wings" (Deacon) – 4:36
6. "Fight from the Inside" (Taylor) – 3:02
7. "Get Down, Make Love" (Mercury) – 3:51
8. "Sleeping on the Sidewalk" (May) – 3:05
9. "Who Needs You" (Deacon) – 3:07
10. "It's Late" (May) – 6:26
11. "My Melancholy Blues" (Mercury) – 3:33
12. ""We Will Rock You (1991 Bonus Remiks Ricka Rubina)" (Objavljena na CD izdanju "Hollywood recordsa" iz 1991.

## Pjesme
1. "We Will Rock You" (May) – Pjesma je objavljena na "B" strani singla "We Are the Champions" i postala je jedna od najpopularnijih pjesama sastava.
2. "We Are the Champions" (Mercury) – Mercury je pjesmu napisao 1975. godine misleći na nogomet, ali nije snimljena sve do 1977.
3. "Sheer Heart Attack" (Taylor) – Pjesma je bila napisana samo napola kada je 1974. izdan istoimeni album. Demoverziju je otpjevao Roger Taylor, ali na albumu se našla verzija s Mercuryjevim vokalima.
4. "All Dead, All Dead" (May) – Pjesmu je napisao i otpjevao Brian May.
5. "Spread Your Wings" (Deacon) –  Video spot je snimljen u dvorištu Taylorove kuće. Ovo je prva pjesma sastava bez pratećih vokala.
6. "Fight from the Inside" (Taylor) – Pjesmu je napisao, otpjevao i odsvirao Roger Taylor (bubnjar Queena)|Roger Taylor.
7. "Get Down, Make Love" (Mercury) –  Mercuryjeva najseksualnije orijentirana pjesma iz "Queenovog" repertuara.
8. "Sleeping on the Sidewalk" (May) – May je pjesmu napisao inspiriran engleskim gitaristom Ericom Claptonom.
9. "Who Needs You" (Deacon) – Deaconova pjesma na kojoj uz Maya svira španjolsku gitaru.
10. "It's Late" (May) – May u ovoj pjesmi koristi tehniku tappinga, prije Eddija Van Halena, osnivača američkog rock sastava Van Halen. Pjesma je objavljena kao singl u Kanadi, SAD-u, Novom Zelandu i Japanu.
11. "My Melancholy Blues" (Mercury) - U pjesmi nema pratećih vokala, ni gitare. Iako u sebi ima naziv blues glazbeno je puno bliže jazzu.

## Top ljestvica albuma
| Država     | Top ljestvica    | Top ljestvica | Prodaja      | Prodaja             |
| Država     | Najviša pozicija | Tjedana       | Naklada      | Prodanih primjeraka |
| ---------- | ---------------- | ------------- | ------------ | ------------------- |
| Belgija    | 1                |               |              |                     |
| Brazil     | 1                |               |              |                     |
| Kanada     | 1                |               | 3xPlatinasta | 600,000             |
| Francuska  | 1                |               | Zlatna       | 560,000             |
| Izrael     | 1                |               |              |                     |
| Irska      | 1                |               |              |                     |
| Meksiko    | 1                |               |              |                     |
| Nizozemska | 1                |               | 3xPlatinasta | 250,000             |
| Portugal   | 1                |               | Srebrna      | 10,000              |
| Japan      | 3                |               |              | 250,000             |
| SAD        | 3                | 36            | 4xPlatinasta | 4,500,000           |
| Norveška   | 4                | 21            |              |                     |
| UK         | 4                | 20            | 2xplatinasta | 600,000             |
| Njemačka   | 5                |               | Platinasta   | 700,000             |
| Austrija   | 9                | 28            |              |                     |
| Švedska    | 9                | 8             |              |                     |
| Švicarska  |                  |               | Platinasta   | 70.000              |